# Caudron C.690
Il Caudron C.690M fu un monomotore da addestramento militare ad ala bassa sviluppato dall'azienda aeronautica francese Société anonyme des avions Caudron negli anni trenta del XX secolo.

## Storia del progetto
Dopo aver progettato numerosi tipi di aerei leggeri, nel 1935 il direttore dell’ufficio tecnico della Société anonyme des avions Caudron realizzò un aereo da addestramento destinato specificatamente ai piloti destinati ai nuovi monoplani da caccia che stavano entrando in servizio nell’Armée de l'air. Il nuovo aereo si ispirava al precedente C.720, una versione biposto del caccia Caudron C.714 Cyclone rimasta allo stadio di progetto. Il prototipo del nuovo addestratore, designato C.690, volò per la prima volta all'inizio del 1936   e fu poi presentato a missioni aeronautiche giapponesi, sovietiche e statunitensi. Il secondo prototipo volò per la prima volta il 18 febbraio 1936,  e con esso il direttore di volo della Caudron, Christian Sarton du Jonchay,  eseguì un tour promozionale in Austria, Jugoslavia, Romania, e Ungheria. Il primo prototipo andò perso durante le prove di collaudo ufficiali a Villacoublay il 10 maggio 1937, causando il decesso del capo collaudatore della Caudron, René Paulhan.

## Tecnica
Il Caudron C.690 era un aereo da addestramento monomotore, monoplano, monoposto di costruzione lignea. L’ala era in posizione bassa.
Il carrello d'atterraggio era triciclo, posteriore, fisso, con le gambe principali del carrello indipendenti, a sbalzo, e dotate di carenatura.  All’estremità della fusoliera era installato un pattino d'atterraggio. L’abitacolo era chiuso, e dotato di riscaldamento.
Il propulsore era un motore in linea Renault 6Q-05 a sei cilindri, raffreddati ad aria, erogante la potenza di 220 CV (164 kW), ed azionante un’elica bipala. Il velivolo era dotato di un rateo di salita di 11 m/sec, e saliva a 1 000 m in un 1’30”.
Non era installato nessun armamento, e per le esercitazioni al combattimento l’aereo era equipaggiato con una fotomitragliatrice OPL.

## Impiego operativo
Nonostante la perdita del primo prototipo, le autorità militari si interessarono all’acquisto del velivolo,  e l’Armée de l’air emise un ordine per 15 esemplari di una versione leggermente modificata, che fu designata C.690M. Il primo di essi andò in volo all’inizio dell’aprile 1939, e tutti e quindici vennero consegnati entro la fine del mese successivo entrando in servizio ai Centres d’Instruction à la Chasse (CIC) di Salon-de-Provence, Digione e Étampes. Completamente disarmati, dopo lo scoppio della seconda guerra mondiale gli aerei rimasero in servizio fino alla caduta della Francia, avvenuta nel giugno 1940.  Al termine della operazioni belliche nessuno degli esemplari consegnati risultava in condizioni di volo.
 
Il nono esemplare di produzione fu nascosto alle forze di occupazione, e riportato in condizioni di volo dopo la liberazione della Francia, andando in volo il 12 aprile 1945. Riparato dopo un incidente, non ne è noto il destino finale.
Due esemplari vennero venduti all’estero: uno fu acquistato per valutazione dall'aviazione dell’esercito imperiale giapponese, venendo designato KXC1. Un secondo aereo fu comprato, anch’esso per valutazione, dalla sovietica Voenno-vozdušnye sily. I due velivoli differivano dagli esemplari dell’Armée de l’air per gli impennaggi verticali di forma più spigolosa, derivati da quello del velivolo sperimentale C.580.

## Versioni
- C.690: due prototipi e due esemplari di preserie dotati di propulsore Renault 6Q-03 da 220 CV.
- C.690M: versione di serie prodotta in 15 esemplari per l’Armée de l’Air, dotati di motore Renault 6Q-05, impennaggio di coda di forma più triangolare, carello posto in posizione più alta, e fessure sui bordi di attacco alare.

## Utilizzatori
Francia
- Armée de l'air

 Giappone
- Dai-Nippon Teikoku Rikugun Kōkū Hombu

 Unione Sovietica
- Sovetskie Voenno-vozdušnye sily